# Bernhard Auerswald
Bernhard Auerswald (ur. 19 marca 1818 w Linzu koło Großenhain, zm. 30 czerwca 1870 w Lipsku) – niemiecki mykolog i lichenolog.
Studiował botanikę, medycynę i pedagogikę na Uniwersytecie w Lipsku, potem pracował jako nauczyciel w szkole średniej w Lipsku. W wolnych chwilach zajmował się grzybami i porostami, publikując wiele prac.
Opisał nowe taksony roślin i grzybów. W ich naukowych nazwach dodawany jest skrót jego nazwiska Auersw.

## Wybrane publikacje
1. Botanische Unterhaltungen zum Verständniss der heimathlichen Flora, Leipzig: H. Mendelssohn, 1858
2. Anleitung zum rationellen Botanisiren, Leipzig: Veit & Comp., 1860
3. Unsere Heimats-Kräuter als Hausmittel: eine ausführliche Beschreibung aller heilwirkenden Pflanzen und Kräuter deren Fundort, praktische Verwendung und Verwertung in den verschiedensten Krankheitsfällen des menschlichen Lebens. Nach den neuesten und besten Quellen bearbeitet, Dresden 1860
4. Pyrenomycetes novi ex herbario Heufleriano, Wien: C. Ueberreuter, 1868
5. Pyrenomycetum aliquot novae species tirolenses, 1868
6. Synopsis Pyrenomycetum europaeorum, Dresden: Heinrich 1869